# Веер
Ве́ер (от нем. Fächer — «веер») — небольшое, как правило, складное опахало для создания потока воздуха, овевающего лицо, шею и плечи. Складные веера были завезены в Европу в начале XVII века сначала иезуитами, а затем и торговцами, которые селились на побережье Китая. Западные мастера очень скоро научились их копировать.
Как техническое приспособление веер является лопаткой, прикрепленной к рукояти.

## Первые упоминания о веере
Опахало известно на Востоке ещё с глубокой древности — они изготавливались из пальмовых и лотосовых листьев. В Индии веер был атрибутом королевского положения, а в Японии — символом военной власти.
Первые сведения о появлении веера в Китае относятся к VIII—II векам до нашей эры. Это были своеобразные опахала с деревянной ручкой и перьями. Со временем этот предмет совершенствовался, появлялись разные виды вееров: на ручке в рамке натянутые овальные или круглые полотна из тонкой специальной бумаги, различных материалов, а также вееры из тростника, лотоса.
В императорском дворце веера украшались шёлковыми вышивками — картинками, каллиграфией. И наконец опахала-веера были привезены в подарок японскому императору и так пришлись ко двору, что вскоре вся знать уже пользовалась этим удобным изысканным предметом.
Японские мастера совершенствовали формы, и создали, в результате, складной веер из деревянных обструганных дощечек и складывающихся в гармошку полукругом специальной прочной бумаги. Они назывались сэнсу (яп. 扇子). И вот уже в 988 году теперь уже японские монахи дарят императору Китая династии Северная Сун два веера в виде летучей мыши и двадцать других разнообразных красочных складных вееров.
Особое значение приобрёл веер в период Нара и в период Хэйан. Знаменитая придворная дама и писательница Сэй Сёнагон причисляет веер к предметам, которые «пленяют утончённой прелестью». На веерах рисуют картины и пишут стихи.
Веер играет важную роль в японском театре кабуки и традиционном танце. Исполнители традиционного японского танца используют особые упрочнённые и утяжелённые танцевальные складные веера май-оги (яп. 舞扇), а также круглые веера утива (яп. 団扇).
Веер использовался и как оружие (например, гумбай).
В XVIII веке в Японии появилась игра тосэнкё, смысл которой заключается в сбивании игрушки веером.
- Ручной веер (одия: «бинкана») из Одиши
- Ручной веер из кожи из южного Таиланда
- Жёсткий овальный веер. Чэнь Хуншоу
- Японские веера
- Предметы для тосэнкё: веер, подставка и игрушка

## Эпоха барокко — искусство церемоний
В эпоху барокко веер стал настоящим предметом роскоши. В 1660-е годы «Французская гильдия» по изготовлению опахал процветала и её статус «поставщика двора» был подтверждён самим королём.
Французские правила были очень строгими, поэтому расписывать веер дозволялось лишь ограниченным количеством сюжетов, однако в Италии мастера использовали самые различные рисунки, что, зачастую, делало их изделия более привлекательными для потребителя.
Сюжеты, как правило, брались из античной мифологии, из повседневной жизни королевского двора; часто использовался популярный во все времена растительный или цветочный орнамент.
Материалы, которые использовались для изготовления вееров, были различны — шёлк, кожа, пергамент, плотная бумага. Некоторое время были в моде веера с зеркальцами посередине (такие веера не складывались). Пластинки для веера нередко делались из перламутра и украшались росписью или гравировкой.
При дворе Людовика XIV веер играл роль и в дворцовом церемониале — дамы их могли открыть только в присутствии королевы. Юная девушка, прежде чем появиться в свете, помимо других наук должна была научиться искусству обращения с веером.
Дама с веером в эпоху барокко — это непременно аристократка: «третье сословие» не имело доступа к этому аксессуару. Веер добавлял придворной красавице значительности и важности — она гордо выступала на королевских приёмах и балах, а веер в её руках смотрелся, как жезл полководца.
Со временем веер из опахала и «знакового предмета» аристократки превратился в настоящее орудие флирта.

## Рококо — флирт и лёгкость бытия
В эпоху рококо веер превратился в изящную игрушку, в орудие флирта и продуманного дамского кокетства. Более того — теперь он стал доступен и представительницам буржуазии.
Однако умение правильно пользоваться веером было по-прежнему присуще только аристократкам. И то в разной степени: недаром знаменитая писательница рубежа XVIII—XIX веков Жермена де Сталь утверждала, что по манере держать веер можно отличить «…княгиню от графини, а маркизу от буржуазки». А парвеню вообще не владели этим искусством в должной мере.
Изменились и сюжеты — теперь большинство вееров были расписаны пасторальными сценками (часто фривольного содержания), а также сценками из жизни итальянских актёров (в духе картин Антуана Ватто).
Расписывать веера было почётно — этим занимался даже такой обласканный властями художник, как Франсуа Буше.
С возникновением моды на китайский фарфор и стиль «шинуазри» (букв. «китайщина») веера стали расписывать сценами из жизни китайских владык и их придворных. Огромной популярностью пользовались очень дорогие импортные веера из Китая.
Искусство флирта при помощи веера достигло такой степени, что придворные дамы могли объясняться с кавалерами при помощи одного только веера.
Так, если дама касалась открытым веером губ и сердца, она говорила: «Ты мой идеал». Если же прикладывала веер правой рукой к левой щеке, то, увы, она давала понять, что ухаживания бесполезны. В конечном итоге, возник настоящий язык веера, который наряду с языком мушек позволял женщине вести любовную интригу, не прибегая к словам и письмам, могущим её изобличить.
В капиталистической Англии производство вееров было поставлено на промышленную основу. Помимо традиционных художественных сюжетов, английские мастера использовали рекламу товаров или правила игры в вист.
В России веер стал популярен в эпоху петровских реформ.

## Век XIX — страусовый «бум»
В XIX столетии «язык веера» утратил своё значение, однако веер по-прежнему считался любимым дамским аксессуаром. Именно в XIX веке веера стали изготавливаться не только из традиционных материалов, но и из страусовых перьев. Это привело к значительному сокращению популяции страусов. На карикатурах второй половины XIX века можно увидеть такой сюжет — модная дама догоняет стаю перепуганных страусов.
В это же время наметилась новая тенденция — веера заказывали к определённым туалетам. Изменились и сюжеты. Пасторальные и галантные сценки уступили место историческим сюжетам, активно используется стилизованный растительный орнамент, часто изображались птицы и животные, а в эпоху ампир входят в моду античные мотивы.
Самыми стильными были, по-прежнему, французские веера, однако Германия и Нидерланды также производили весьма достойную продукцию.
Существовали также веера-программки, которые выдавались дамам при входе в театр. Были даже такие экзотические формы, как веера-меню и веера-пригласительные билеты.
Также веер по-прежнему является орудием дамского кокетства.

## Модерн, ар-деко и нью-лук — повторение пройденного
Мода эпохи Модерн тяготела к экзотике. Это сказывалось и в увлечении Древним Египтом, Японией, мусульманским востоком (особенно после успеха балета «Шехерезада»). На волне этого увлечения вошли в моду опахала в восточном стиле.
Другим направлением было возвращение к эстетике рококо в том виде, как её понимали Константин Сомов и «мирискуссники». Таким образом, возникла кратковременная мода на веера с пасторальными сюжетами и многочисленными рокайлями.
В моду входят неудобные веера из павлиньих перьев.
А вот Art-deco с его строгой роскошью, яркими цветами и стремлением к концептуальности предлагает женщине настоящие веера-концепции.
Веер уже не нужен для флирта и кокетства — женщина XX века всё называет своими именами. Теперь опахало — просто стильная штучка, присущая аристократической «dolce vita».
По-прежнему в моде страусовые перья. Они прекрасно сочетаются с боа и меховыми накидками светских львиц и кинозвёзд.
Сюжеты в XX веке становятся ещё более разнообразными — здесь и международные события (парижские выставки, спуск на воду корабля, и даже строительство моста), карикатуры, лица кинозвёзд.
После окончания Второй мировой войны, как реакция на лишения и аскетизм военного времени возник удивительный стиль New Look, на короткий срок возродивший корсеты, кринолин и веера.
Веер здесь играет вспомогательную и довольно незначительную роль — его используют в качестве «последнего штриха» к светскому наряду и он вполне может быть заменён крохотной сумочкой.
Особой популярностью пользовались вееры с кружевным, полупрозрачным экраном (в эпоху New Look кружево весьма широко использовалось в индустрии моды).
Художники, работавшие в стиле pin-up, также довольно часто обыгрывали тему веера.
В современной нам жизни веер является, скорее, аксессуаром модных дефиле, нежели предметом быта. Кроме того, веера используются в постановках костюмных и исторических пьес, в экранизациях литературных произведений, в концептуальных фотосессиях журналов Vogue и ELLE.
C повышением интереса к китайскому учению фэн-шуй, веер начали использовать и как якобы средство коррекции энергетики помещений. Считается, что правильно расположенные веера могут позитивно повлиять на жизненный тонус живущих в доме.

## Веер в боевых искусствах
Веер — красивый, практичный инструмент, который не похож на оружие. Однако столетиями боевой веер является ценным видом оружия в боевых искусствах Японии, Кореи и Китая. Боевой веер, в целом, использовался двумя путями, как сигнальное приспособление (гумбай (яп. 軍配)) и непосредственно в качестве оружия (тэссэн (яп. 鉄扇)), которым можно как наносить удары, так и отражать дротики и даже стрелы. Также в качестве оружия его использовали куноити. Такие веера, как правило, изготавливались из прочных материалов, таких как дерево и железо, и были намного тяжелее светских аналогов.

## Виды и конструкции вееров
В целом веера можно разделить на два вида: складные и нет. В японском языке даже существуют термины сэнсу (складной веер) и утива (цельный веер). Каждый из этих видов можно также разделить на подвиды в зависимости от конструкции. Впрочем, если речь идёт о боевом веере, то имеет место иная классификация, по применению веера.

### Складные веера
Складной веер, также называемый плие фр. plié, состоит из нескольких палочек, называемых пластины (крайние, утолщённые пластины называют гарды), скреплённых в головке веера специальной заклёпкой — штивом. Гарды и пластины составляют остов веера, то есть его жёсткую часть. Часть веера, на которую наносится рисунок, называется экраном веера. В зависимости от того, как сделан экран веер, различают веера с мягким экраном, то есть с экраном, изготовленным из бумаги или материи, и веера с жёстким экраном, то есть такие веера, где широкие пластины сами и представляют собой экран. Такие веера называют бризе (фр. brisé).

### Жёсткие (круглые) веера
Жёсткие или круглые веера, как правило, называют утива, от японского слова, обозначающего такой тип веера. Веер-утива, как правило, состоит из твёрдой ручки и множества (40—80) бамбуковых прутьев, покрытых с обеих сторон бумагой, составляющей экран веера, форма которого может, впрочем, и отличаться от круга. Такие веера можно разделить на те, что имеют раму из утолщённых прутьев по периметру экрана, и те, что не имеют таковой.
- Мастера, изготавливающие японские веера
- Японский круглый веер «утива»
- Японский складной веер

## Огненные веера
Конструкция, называемая веерами, также используется в фаер-шоу. Огненные веера, как правило, используются парами и представляют собой металлические конструкции из спиц, присоединённых к округлой рукоятке в форме веера, с 5-7 фитилями, изготовленными из кевлара и расположенными на концах спиц. Выступление с огненными веерами представляет собой сочетание танца с исполнением околоцирковых трюков, заключающихся во вращении вееров и также жонглировании.

## Веер как инструмент нагнетания воздуха в зону горения
- Веер для разжигания огня. 1.
- Веер для разжигания огня. 2.
- Веер для разжигания огня. 3.

Веер является эффективным инструментом нагнетания потока воздуха в зону горения топлива в целях усиления реакции горения. Создаваемый поток воздуха таким веером способен поддерживать горение не только сырых, невысушенных ветвей с зелёной листвой, но и под дождем.